# Некрасова, Екатерина Алексеевна
Екатери́на Алексе́евна Некра́сова (29 марта 1905, Симбирск, Российская империя — 17 февраля 1989, Москва, СССР) — советский искусствовед и переводчица

, специалист по английскому и русскому искусству, доктор искусствоведения.

## Биография
Родилась в 1905 году в семье зоолога Алексея Дмитриевича Некрасова (1874—1960) и филолога Лидии Ивановны, урождённой Яковлевой (1879—1942). До 16 лет жила в Симбирске в доме деда общественного деятеля Ивана Яковлевича Яковлева (1848—1930).
С 1921 года училась в Московском государственном университете. В 1926 году окончила отделение литературы и языка факультета общественных наук (позднее романо-германское отделение филологического факультета), а в 1929 году окончила отделение изобразительного искусства этнологического факультета. Дипломную работу писала под руководством А. А. Сидорова. В 1927—1930 годах — практикант Музея изящных искусств, в 1931—1934 годах хранитель гравюрного фонда Музея института Маркса-Энгельса-Ленина, научный сотрудник Музея Всесоюзной архитектурной академии. С 1935 года являлась научным сотрудником гравюрного кабинета ГМИИ. В предвоенные годы сотрудничала с ГТГ.
С 1942 года работала в МГУ доцентом кафедры общего искусствознания филологического факультета (с 1950 года на историческом факультете). С 1942 по 1968 год (до ухода на пенсию) была бессменным учёным секретарём искусствоведческого отделения.

## Научная деятельность
В 1945 году Е. А. Некрасова защитила кандидатскую диссертацию по творчеству Уильяма Блейка; читала лекционный курс «Западноевропейское искусство XIX века», спецкурс по истории английского искусства XVIII—XIX веков, вела семинар «Описание и анализ памятников искусства». Под её руководством был защищён ряд дипломных работ и кандидатских диссертаций по проблемам изобразительного искусства Англии. Некрасова впервые написала очерк по истории университетского искусствознания (Из истории науки об искусстве в Московском университете // Очерки по истории советской науки и культуры. 1968).
Владея несколькими европейскими языками, Е. А. Некрасова занималась переводами и комментированием эпистолярного наследия английских художников. Ещё в студенческие годы опубликовала переводы повестей Г. Манна и Э. Синклера.
Первая искусствоведческая книга, посвящённая творчеству У. Хогарта (1933), на четыре десятилетия определила сферу её основных научных интересов — английское искусство XVIII—XIX веков. Наряду с этим много сил отдала изучению русского искусства этого же периода, издала монографические исследования по отдельным мастерам (Гавриил Скородумов, Михаил Ломоносов как художник), обобщающие работы по русскому искусству XVIII века и русскому портрету. Особую ценность представляют краткие публикации из истории отечественной культуры 1920-х годов (о творчестве В. Н. Чекрыгина, неосуществлённом замысле П. А. Флоренского по созданию словаря символов при ГАХНе). Последние шестнадцать лет Е. А. Некрасова работала старшим научным сотрудником НИИ искусствознания АХ СССР в секторе словаря художников народов СССР. Там же в 1972 году защитила докторскую диссертацию, представленную в виде книги «Романтизм в английском искусстве», подводящей итог её многолетнему изучению творчества английских художников.

### Основные работы
- «Хогарт» (1933)
- «Очерки по истории английской карикатуры конца XVIII — начала XIX вв.» (1935)
- «Скородумов» (1954)
- «Творчество Уильяма Блейка» (1960)
- «Русское изобразительное искусство XVIII в.» (1966)
- «Д. Уистлер: Изящное искусство создавать себе врагов» (1970)
- «Романтизм в английском искусстве: Очерки» (1975)
- «Тёрнер: 1775—1851» (1976)
- «Россия» // «Искусство XVIII в.» (1977)
- «Забытый чешский художник Квадаль» (1980)
- «Русский портрет XVIII ст.» (1982)
- «Василий Чекрыгин» (1984)
- «Ломоносов — художник» (1988)
- «Томас Гейнсборо» (1990)

## Семья
Младшая сестра — Анна Алексеевна Некрасова (1913—2003), советский и российский театральный режиссёр и педагог, народная артистка РСФСР.
Супруг — Всеволод Владимирович Павлов (1898—1972), советский учёный-египтолог, доктор искусствоведения, заслуженный деятель искусств РСФСР, член Союза художников СССР. Их дети:
- Дочь — Екатерина Всеволодовна Павлова (1934—2015), советский искусствовед, пушкинист, кандидат искусствоведения, заслуженный работник культуры Российской Федерации.
- Сын — Владимир Всеволодович Павлов (род. 1940), советский и российский актёр театра и кино, заслуженный артист Российской Федерации.

## Награды
- Медаль «За трудовую доблесть» (17 ноября 1949 года)[2].